# توگ کلاس گلن (۱۹۴۳)
توگ کلاس گلن (۱۹۴۳) (به انگلیسی: Glen-class tug (1943)) یک کلاس از کشتی است که طول آن ۸۰ فوت ۶ اینچ (۲۴٫۵۴ متر) می‌باشد.